# Kindervakantiewerk
In vele plaatsen in Nederland worden een of meer kinderweken georganiseerd met als naam Kindervakantiewerk. Deze weken staan ook bekend onder de namen Kindervakantieweek, Jeugdvakantieweek, Jeugdvakantiewerk, Timmerdorp, Kinderdorp of Jeugdviva. Veelgebruikte afkortingen hiervoor zijn KVW respectievelijk JVW. Voor de eenduidigheid wordt in deze tekst alleen gesproken over Kindervakantiewerk.
Afhankelijk van de organisatie, bestaat Kindervakantiewerk uit losse dagen waar kinderen aan deel kunnen nemen en uit weken waarin kinderen de hele week deelnemen. Kindervakantiewerkorganisaties zijn vooral te vinden ten zuiden van de grote rivieren, maar ook noordelijk van de grote rivieren komen deze voor.

## Organisaties
Veel kindervakantiewerk wordt georganiseerd door verenigingen of stichtingen met als hoofdactiviteit het organiseren van deze activiteit. Daarnaast organiseren een aantal van deze organisaties ook andere activiteiten zoals wandelvierdaagsen, Sinterklaasintochten, Sint Maarten-tochten en vele andere activiteiten. Het komt ook veel voor dat vrijwilligers vanuit speeltuinverenigingen of buurtverenigingen het kindervakantiewerk uitvoeren, al of niet in samenwerking met hun plaatselijke koepelorganisatie of het professionele jongerenwerk.
In de provincie Limburg zijn nagenoeg alle KVW's aangesloten bij Jeugdwerk Limburg.

## Activiteiten
Typische KVW-activiteiten zijn:
- Hutten bouwen
- Knutselen
- Sport- en (water)spel
- Overnachten
- Toneelvoorstelling
- Bosspel
- Zwemmen
- Uitstapjes naar pretpark, dierentuin, e.d.
- Oriëntatie- of speurtocht
- Film kijken
- Optreden